# 사모예드족

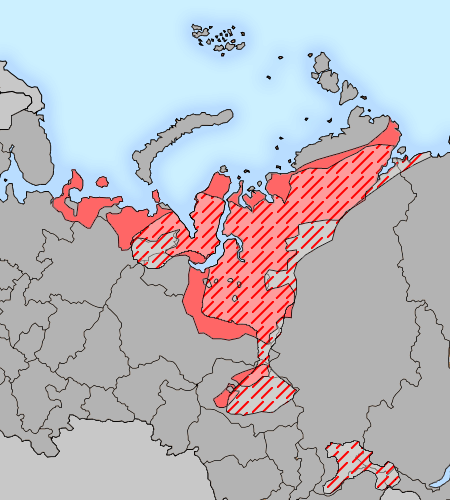
사모예드족의 거주지

사모예드족(Samoyed)은 우랄어족 사모예드어파 언어를 구사하는 시베리아 민족들을 통틀어 말한다. 특히 우랄산맥 인근과 북극 지방에 살았다. 네네츠인, 에네츠인, 응가나산인, 셀쿠프인이 여기에 속한다. 그 중 네네츠인이 45,000명 가량으로 가장 수가 많으며, 러시아 최고 행정구역 중 하나인 야말로네네츠 자치구가 네네츠족에서 유래한 것이다.
과거 사얀산맥 지대에도 마토르인(Mator)과 카마신인(Kamasin)이라는 남부 사모예드 종족들이 분포하였으나 19~20세기를 거쳐 빠르게 사라졌다.

## 민족
- 네네츠인 (45,000명)
- 에네츠인 (200~300명)
- 응가나산인 (900~1000명)
- 셀쿠프인 (3700명)
- 카마신인(20명)

### 사라진 민족
- 유라츠인
- 마토르인

## 같이 보기
- 사모예드어
- 사모예드견